# 北室町
北室町（きたむろちょう Kitamuro-chō）は、奈良県奈良市の中央部、市街地の東部に位置する地区である。

## 地理
奈良市の中央部、市街地の中央部に位置する。
東西に通るならまち大通り（都市計画道路杉ヶ町高畑線）の両側に住宅等が並ぶ。通り北側にマンションがある。

### 地名の由来
もと元興寺伽藍の僧房北室に由来すると言われている。僧房とは、寺院内において僧侶が生活を送る居住空間及びその建物自体を指す。主に寺院を一番南としその周りに東室（ひがしむろ）・北室（きたむろ）・西室（にしむろ）といったように僧房が設置されていた。その名残が現在にも残っていると言われている。

## 歴史
江戸時代から続いている地名である。小刀鍛冶や東大寺大仏師の家があったとされている。古くから住宅地とされていた。

## 交通

### 鉄道路線
- 近鉄奈良駅あるいはJR奈良駅から徒歩。